# 中川健藏
中川健藏（日语：／ Nakagawa Kenzō，1875年7月16日—1944年6月26日），日本官僚、台灣日治時期第16任總督與貴族院議員。

## 生平
1875年7月16日，中川健藏生於新潟縣佐渡郡畑野町三宮，是山本傳十郎之次男，後成為真野町新町的中川清三郎之養子，並繼承家督。
1904年，畢業於東京帝國大學法科。高等文官試驗合格後，歷任北海道廳事務官、法制局參事官、拓殖局書記官、遞信省管船局監理課長、通信局長、香川縣知事、熊本縣知事。
1925年任北海道長官；其後又出任大日本航空會社總裁、貴族院議員；1929年繼平塚廣義任東京府知事，同年濱口雄幸組閣，出任文相小橋一太氏之文部省次官。

## 第16任臺灣總督
1932年5月27日－1936年9月1日，中川健藏任第16任臺灣總督，為台灣最後一任的文官總督。任內大事：
- 改革總督府官制，於總督官房重設外事課，以掌管南支、南洋之事宜；
- 1934年3月實行內台共婚法；將原住民移居於特定區；
- 日月潭水力電氣工事竣工；
- 召開熱帶產業調查會；設立台灣拓殖株式會社；
- 建設台北機場（松山機場）；
- 辜顯榮被選為日本貴族院議員；
- 1935年4月21日清晨6時2分，發生新竹-台中州大地震，為台灣有史以來傷亡最慘重的地震。其芮氏規模為7.1，震央位於臺灣臺中市北北東30公里處的大安溪中游，造成新竹州及臺中州（約今新竹縣、苗栗縣、臺中縣市一帶）3,276人死亡，12,053人受傷。
- 1935年10月舉辦始政四十年台灣博覽會；
- 1935年11月實施地方（市、街、庄）議員選舉，為台灣史上第一次的自治體選舉，也因此迫使臺灣議會設置請願運動中止。

中川健藏卸任後，1936年被敕選為貴族院議員，1939年任大日本航空株式會社總裁。

## 榮譽
位階
- 1936年（昭和11年）9月2日 - 從三位勳二等

勳章
- 1920年（大正9年）11月1日 - 勳三等瑞寶章[1]
- 1930年（昭和5年）12月5日 - 帝都復興記念章[2]